# Horst Steudte
Horst Steudte (* 18. Juli 1921 in Weigsdorf; † 2. Oktober 2014 Schönbrunn in Thüringen) war ein deutscher Faustballer und Faustballtrainer.

## Leben
Steudte spielte viele Jahre für die Faustballmannschaften in Hirschfelde und die Faustballnationalmannschaft der DDR. Anschließend wurde er Trainer der Mannschaft und später auch Nationaltrainer der DDR. 1972 legte er das Amt des DDR-Auswahltrainers nieder, da alle nichtolympischen Sportarten keine Starterlaubnis mehr für das westliche Ausland erhielten.
Steudte war verheiratet mit seiner Frau Marga und hatte mit ihr vier Kinder. Er arbeitete als Werkstattleiter bei Fit Hirschfelde.

## Erfolge (Auswahl)
- mehrfacher DDR-Meister im Faustball mit BSG Aktivist Hirschfelde und ISG Hirschfelde
- 1963 Sieger im ersten Faustball-Europapokal 1963 mit ISG Hirschfelde[4]
- 1970 als Trainer mit der DDR-Nationalmannschaft Vizeeuropameister bei der Faustball-Europameisterschaft in Olten
- mehrfacher deutscher Meister als Trainer der DDR, auch nach der deutschen Wiedervereinigung im männlichen und weiblichen Nachwuchsbereich.[3]

## Ehrungen
- 1957: Meister des Sports
- 1978: Ehrung vom Deutschen-Faustball-Verband der DDR für langjährige vorbildliche Arbeit
- 1981: Verdienter Meister des Sports
- 1984: Ehrung als „Vorbildlicher Übungsleiter des DTSB der DDR“
- 2015 wurde das Zittauer Faustballstadion im Ortsteil Hirschfelde in „Horst Steudte-Stadion“ umbenannt.[3]